# Tangenziale di Limena
La tangenziale di Limena, lunga 6,7 km, è il prolungamento diretto della tangenziale Ovest di Padova, dalla quale ha inizio senza soluzione di continuità, a nord del nodo di Padova ovest. 

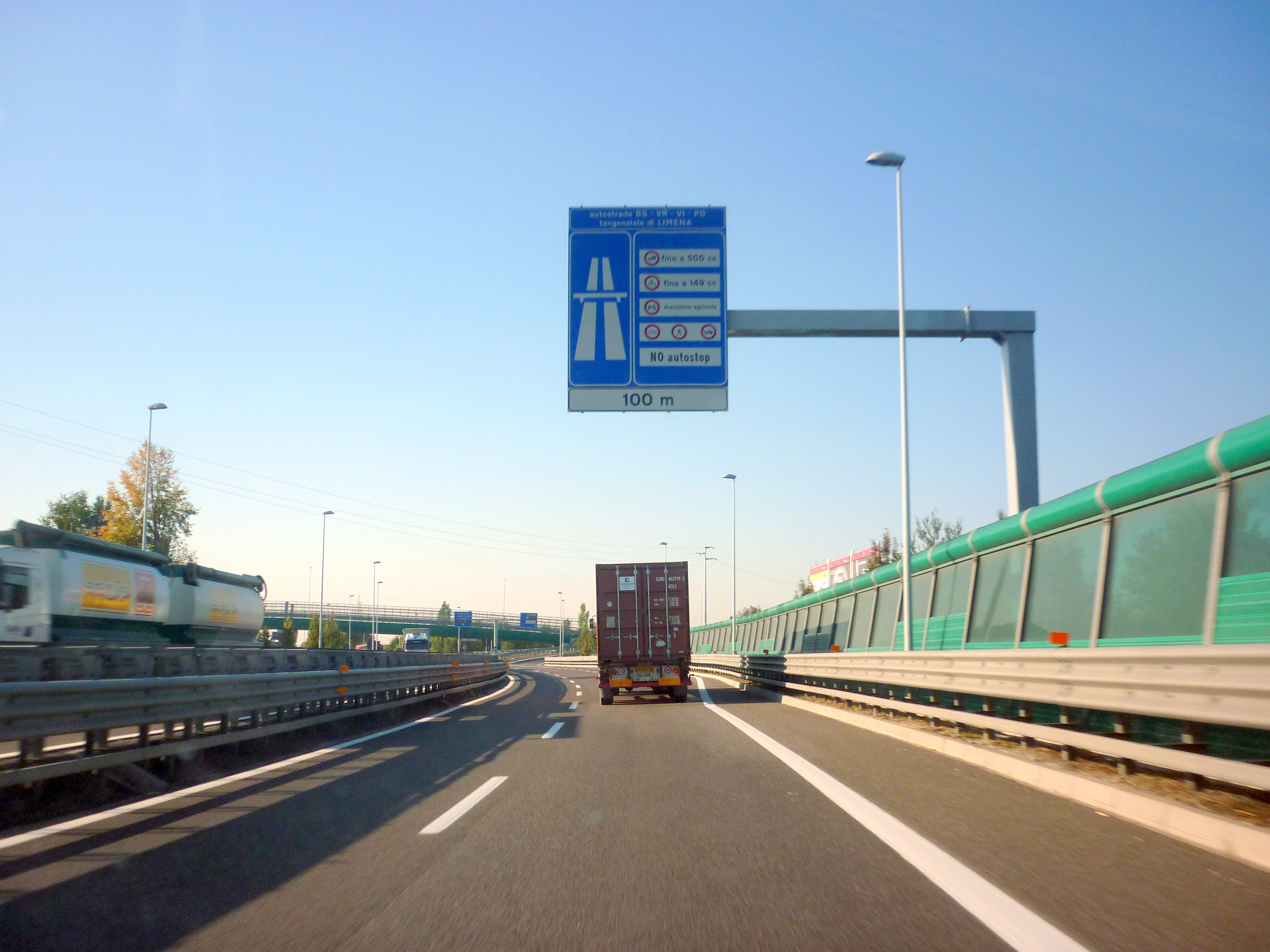
L'inizio della SP 47 provenendo da Padova

Attraversa i comuni posti a nord-ovest della città fino a Curtarolo. È stata aperta al traffico nell'aprile del 2005 ed è stata costruita dalla società Autostrada Brescia-Verona-Vicenza-Padova.
La tangenziale è a due corsie per senso di marcia, più una d'emergenza, con piazzole di sosta, aree di rifornimento e guardrail centrale e laterale per tutta la sua lunghezza. Il limite di velocità è di 90 km/h. La tangenziale di Limena è numerata come SP 47 Tangenziale di Limena ed è classificata tecnicamente come strada extraurbana principale.
Le tre uscite sono numerate 21A, 21B e 21C. È gestita dalla società Autostrada Brescia-Verona-Vicenza-Padova.